# Ljung
Ljung is een plaats in de gemeente Herrljunga in het landschap Västergötland en de provincie Västra Götalands län in Zweden. De plaats heeft 727 inwoners (2005) en een oppervlakte van 87 hectare.

## Verkeer en vervoer
Bij de plaats lopen de Länsväg 182 en Länsväg 183.
De plaats heeft een station aan de spoorlijnen Borås - Herrljunga en Uddevalla - Borås.